# Liste des Commonwealth Heritage in South Australia
Die Liste des Commonwealth Heritage listet alle Commonwealth-Heritage-Objekte in South Australia auf, die in die Commonwealth Heritage List aufgenommen wurden. Grundlage der Liste ist der Environment Protection and Biodiversity Conservation Act aus dem Jahr 1999. Im Februar 2024 waren die folgenden 10 Stätten aus South Australia Teil der Liste;

## South Australias Commonwealth Heritage-Stätten (Stand: 2024)
| Titel                                       | Ort                              | Bild |
| ------------------------------------------- | -------------------------------- | ---- |
| General Post Office, Adelaide               | Adelaide                         |      |
| Cape du Couedic Lighthouse                  | Cape du Couedic, Kangaroo Island |      |
| Cape Northumberland Lighthouse              | Cape Northumberland              |      |
| Cape St Albans Lighthouse                   | Kangaroo Island                  |      |
| Headquarters Building, Keswick Barracks     | Keswick, bei Adelaide            |      |
| North Adelaide Post Office                  | Adelaide                         |      |
| Parafield Airport Air Traffic Control Tower | Parafield, Adelaide              |      |
| Port Pirie Post Office                      | Port Pirie                       |      |
| Renmark Post Office                         | Renmark                          |      |
| Strathalbyn Post Office                     | Strathalbyn, Alexandrina Council |      |